# نورت سیلم (نیوهمپشایر)
نورت سیلم (به انگلیسی: North Salem) یک منطقهٔ مسکونی در ایالات متحده آمریکا است که در شهرستان راکینگهام، نیوهمپشایر واقع شده‌است. نورت سیلم ۵۷٫۰ متر بالاتر از سطح دریا قرار دارد.